# 2497 Kulikovskij
2497 Kulikovskij (1977 PZ1) là một tiểu hành tinh vành đai chính được phát hiện ngày 14 tháng 8 năm 1977 bởi N. Chernykh ở Nauchnyj.